# Dallassallad
Dallassallad är en variant på coleslaw, som vanligtvis består av majonnäs, vitkål, äpple, ananas, morot, lök, röd paprika, gurka, socker, senapsfrö, salt, svartpeppar, pepparrot, koriander och curry.
Dallassallad är ett vanligt tillbehör till kött[källa behövs], men mer sällan fisk.
Namnet på salladen är även en palindrom.